# Vadenay
Vadenay és un municipi francès, situat al departament del Marne i a la regió del Gran Est. L'any 2007 tenia 241 habitants.

## Demografia

### Població
El 2007 la població de fet de Vadenay era de 241 persones. Hi havia 90 famílies, de les quals 18 eren unipersonals (7 homes vivint sols i 11 dones vivint soles), 32 parelles sense fills, 36 parelles amb fills i 4 famílies monoparentals amb fills.
La població ha evolucionat segons el següent gràfic:
Habitants censats

### Habitatges
El 2007 hi havia 96 habitatges, 88 eren l'habitatge principal de la família, 7 eren segones residències i 1 estava desocupat. 93 eren cases i 4 eren apartaments. Dels 88 habitatges principals, 72 estaven ocupats pels seus propietaris, 13 estaven llogats i ocupats pels llogaters i 4 estaven cedits a títol gratuït; 4 tenien tres cambres, 12 en tenien quatre i 72 en tenien cinc o més. 82 habitatges disposaven pel capbaix d'una plaça de pàrquing. A 22 habitatges hi havia un automòbil i a 63 n'hi havia dos o més.

### Piràmide de població
La piràmide de població per edats i sexe el 2009 era:
| Homes | Edats   | Dones |
| ----- | ------- | ----- |
| 0     | 95 o +  | 0     |
| 0     | 90 a 94 | 0     |
| 0     | 85 a 89 | 4     |
| 0     | 80 a 84 | 0     |
| 4     | 75 a 79 | 0     |
| 4     | 70 a 74 | 0     |
| 8     | 65 a 69 | 16    |
| 4     | 60 a 64 | 0     |
| 8     | 55 a 59 | 0     |
| 8     | 50 a 54 | 24    |
| 12    | 45 a 49 | 4     |
| 8     | 40 a 44 | 8     |
| 0     | 35 a 39 | 4     |
| 8     | 30 a 34 | 12    |
| 0     | 25 a 29 | 0     |
| 12    | 20 a 24 | 4     |
| 20    | 15 a 19 | 4     |
| 8     | 10 a 14 | 16    |
| 0     | 5 a 9   | 4     |
| 4     | 0 a 4   | 0     |

## Economia
El 2007 la població en edat de treballar era de 152 persones, 105 eren actives i 47 eren inactives. De les 105 persones actives 102 estaven ocupades (51 homes i 51 dones) i 3 estaven aturades (2 homes i 1 dona). De les 47 persones inactives 20 estaven jubilades, 14 estaven estudiant i 13 estaven classificades com a «altres inactius».

### Ingressos
El 2009 a Vadenay hi havia 90 unitats fiscals que integraven 260 persones, la mediana anual d'ingressos fiscals per persona era de 21.744 €.

### Activitats econòmiques
Dels 4 establiments que hi havia el 2007, 1 era d'una empresa alimentària i 3 d'empreses de construcció.
Dels 2 establiments de servei als particulars que hi havia el 2009, 1 era un paleta i 1 lampisteria.
L'únic establiment comercial que hi havia el 2009 era una fleca.
L'any 2000 a Vadenay hi havia 6 explotacions agrícoles que ocupaven un total de 708 hectàrees.

## Equipaments sanitaris i escolars
El 2009 hi havia una escola elemental integrada dins d'un grup escolar amb les comunes properes formant una escola dispersa.

## Poblacions més properes
El següent diagrama mostra les poblacions més properes.